# Косколь (Айиртауський район)
Коско́ль (каз. Қоскөл) — село у складі Айиртауського району Північноказахстанської області Казахстану. Входить до складу Каратальського сільського округу.
Населення — 38 осіб (2021; 74 у 2009, 137 у 1999, 160 у 1989).
Національний склад станом на 1989 рік:
- казахи — 100 %.